# Trichocentrum costaricense
Trichocentrum costaricense là một loài thực vật có hoa trong họ Lan. Loài này được Mora-Ret. & Pupulin miêu tả khoa học đầu tiên năm 1994.